# Kacsó Lajos
Kacsó Lajos, Kacsóh (Karcag, 1812. november 19. – Kisbajom, 1877. január 10.) református lelkész.

## Élete
Kacsó Benjamin és Lápos Julianna fia. Tanulmányait szülőhelyén kezdte s 1828-ban Debrecenben folytatta a felsőbb osztályokban; onnét 1834-ben Nagybajomba (Somogym.) ment akadémiai rektóriára. Ezután Bécsben tanult, mire Csurgón lett tanár 1837-ben. 1845-ben Kálmáncsa valasztá lelkészül, hol 1859-ig működött; ekkor Kisbajomba költözött át szintén lelkésznek. Az egyházi s politikai életben kiváló férfiú, 1848-tól fogva egyházmegyéjének aljegyzője (1855-től főjegyzője) volt és a pátens-harczokban is megállta helyét. Mint megyei bizottsági tag, 1861-ben a politikai élt pezsdültével ő volt Somogy vármegye egyik legjobb és minden nagyobb alkalomra a közbizalom által felszólított szónoka. 1859-ben a belső somogyi egyházmegye espresnek, a szélesebb körű egyházi kerület 1861-ben aljegyzőnek, 1873-ban pedig főjegyzőnek választotta. A református püspöki szék betöltésénél, midőn az ő mellőzésével 1877-ben Papp Gábort választották, elkeseredve beadta lemondását és csakhamar 1877. január 10-én meghalt Kisbajomban.

## Munkái
1. Keresztyén áldozat, magános elmélkedések és imádságokban közrendű protestáns keresztények számára. Pest, 1853.
2. Az igaz Natanáel előadva egy halotti beszédben. Pápa, 1860. (Gyászhangok, melyek néhai nagyságos Nádasdi Sárközy Albert úrnak, a belső somogyi helvét hitvallású ev. egyházmegye gondnokának végtiszteletére tartattak a gyászudvarban a kis-asszonydi reform. egyházban és a sírnál febr. 23. 1860. Többek beszédével együtt.)

Nevét Kacsóhnak is írják; de munkája címlapján neve: Katsó.